# Chiesa di Santa Maria Assunta (Mignanego)
La chiesa di Santa Maria Assunta è un luogo di culto cattolico situato nella frazione di Paveto, in via Angelo Gazzo, nel comune di Mignanego nella città metropolitana di Genova. La chiesa è sede della parrocchia omonima del vicariato di Pontedecimo-Mignanego dell'arcidiocesi di Genova.

## Storia

### La prima edificazione
Situata nella frazione di Paveto e dedicata a santa Maria Assunta, la sua originaria citazione appare in un lodo dei consoli di Mignanego - Ecclesia de Paverio - datato al 26 aprile 1203 e ancora in un atto notarile del 7 ottobre 1232; la sua comunità parrocchiale si costituì molto probabilmente nel 1515 come sostengono alcuni storici locali.
Come altre chiese del territorio subì nel 1747 la gravosa guerra di successione austriaca che danneggiò la struttura, aggravata, tra l'altro, da un incendio dove bruciarono gli antichi registri parrocchiali dell'archivio.
A causa della non agibilità della chiesa quest'ultima fu nei primi anni del XIX secolo abbandonata, chiusa al culto religioso e quindi demolita. Le funzioni liturgiche e la sede parrocchiale si trasferirono nell'oratorio di San Bartolomeo del 1776.

### La seconda edificazione
I lavori per la nuova chiesa, molto probabilmente la terza ricostruzione, iniziarono il 9 luglio del 1872 affidando i lavori al capomastro Angelo De Negri il Montaldeo. L'edificio fu completato, assieme al campanile, l'anno successivo e la sua inaugurazione avvenne la domenica precedente il Natale del 1873 con la benedizione dell'arciprete di Mignanego Cipriano Barabino.
L'interno, a pianta latina con quattro altari laterali, conserva l'ancona ritraente l'Assunta con i Santi Giovanni della Croce e Giovanni Nepomuceno, dono di Antonio Daneri, e tre statue dello scultore Antonio Brilla di Savona. La parrocchia è stata elevata al titolo di prevostura dall'arcivescovo di Genova monsignor Salvatore Magnasco il 29 giugno del 1876.